# Međunarodno priznanje Kosova
Kosovo je neovisnost od Srbije proglasilo 17. veljače 2008. godine. Na izvanrednoj svečanoj sjednici kosovskog parlamenta, za Deklaraciju o neovisnosti izjasnilo se svih 109 prisutnih zastupnika. Kosovo je još od 1999. godine, nakon što je Sjevernoatlanski savez bombardirao Saveznu Republiku Jugoslaviju (SRJ) zbog rata na Kosovu, bilo pod upravom UN-a, ali se još uvijek smatralo kao dio SRJ, tako da je ta deklaracija bila prvi korak k neovisnosti. Još u srpnju 2007. su Sjedinjene Američke Države dale do znanja kako će priznati novonastalu državu: nakon sastanka kosovskoga izaslanstva s američkom državnom tajnicom Condoleezzom Rice u Washingtonu, kosovski premijer Agim Ceku je izjavio kako su dobili američka jamstva da će nakon novih 120 dana pregovora s Beogradom, Kosovo dobiti neovisnost: "Pokazali smo dobru volju da razgovaramo i s Beogradom kako bi izgradili normalne odnose, i kako bi svi pridonijeli miru, stabilnosti i sigurnosti", kazao je kosovski premijer. Neovisnost Kosova je uvjet stabilnosti u regiji i u jugoistočnoj Europi, dodao je.
Vlada Srbije još je iste večeri donijela odluku o poništenju te deklaracije kao protupravnog čina privremenih institucija u Prištini, a potom je sazvala izvanrednu sjednicu Skupštine Srbije. Sjednica je održana 18. veljače i na njoj je 225 zastupnika glasovalo za potvrdu odluke Vlade o poništenju jednostranog proglašenja neovisnosti Kosova. Nije bilo suzdržanih ni glasova protiv, dok zastupnici Liberalno-demokratske partije, Lige socijaldemokrata Vojvodine i Stranke vojvođanskih Mađara nisu glasovali.
Neovisnost Kosova je podijelila međunarodnu zajednicu: većina zapadnih demokracija podržala je taj čin, dok su Rusija i Kina oštro osudile takav postupak. Kineski veleposlanik Wang Guangwya je izrazio zabrinutost zbog kosovskog poteza rekavši kako on predstavlja "izazov temeljima međunarodnog prava", te pozvao na nastavak pregovora Prištine i Beograda o statusu Kosova.
U svibnju 2016. godine Kosovo je postalo punopravnim članom nogometnih organizacija UEFA i FIFA.

## Reakcije u svijetu
██ Kosovo
██ Priznaju neovisnost Kosova
██ Ne priznaju neovisnost Kosova
Prve reakcije iz svijeta stigle su još istog dana, 17. veljače. Sean McCormack je za State Department izjavio da su SAD „primile k znanju“ ovu odluku kosovskog parlamenta, dok je Rusija oštro osudila ovu jednostranu odluku i hitno sazvala sastanak Vijeća sigurnosti UN-a.
Sjednica Vijeća sigurnosti održana je 18. veljače u 15 sati po lokalnom vremenu (New York, SAD). Veleposlanik Rusije pri UN, Vitalij Čurkin, rekao je da će Rusija inzistirati na poštovanju rezolucije UN-a br. 1244, prema kojoj se jamči teritorijalni integritet Srbije. Nakon dvosatne rasprave, u kojoj je Rusija podržala zahtjev Srbije da Vijeće potvrdi teritorijalni integritet i suverenitet Srbije, sjednica je završena bez donošenja rezolucije zbog različitih stavova Kine i Rusije s jedne strane, i SAD-a, nekih zemalja EU, ali i Hrvatske koja je tada bila nestalna članica Vijeća sigurnosti, s druge strane.
Prva zemlja koja je priznala neovisnost Kosova bila je Kostarika, koja je to napravila još 17. veljače, a potom i Afganistan. Sutradan, 18. veljače 2008., priznanje su objavile i SAD, Francuska, Velika Britanija, Albanija i Turska. Nakon izjave Condleeze Rice, premijer Srbije Vojislav Koštunica najavio je povlačenje veleposlanika iz SAD. Mnogi su branili svoju odluku o priznanju tezom da je Srbija nakon nasilnog rata na Kosovu i masovnog kršenja ljudskih prava izgubila pravo na vladanjem tom regijom.
Europska unija također je održala sastanak ministara vanjskih poslova 18. veljače u Bruxellesu. Kao i UN, zbog nemogućnosti zauzimanja zajedničkog stava, EU je objavila da ostavlja odluku svakoj od svojih članica da samostalno odluči hoće li priznati neovisnost Kosova ili ne. Većina članica EU već je priznala ili je najavila priznanje Kosova. S druge strane, Španjolska, Cipar, Rumunjska, Slovačka i Grčka isprva su odbile priznati jednostranu odluku kosovskoga parlamenta (kasnije će Grčka zauzeti neutralan stav i izraziti veliku zabrinutost za mir području jugoistočne Europe).
Iako je više od stotinu od 193 države članica UN-a priznalo Kosovo, među njima i SAD i Britanija, mnoge su se usprotivile takvom postupku. Neke od najvećih država svijeta; Rusija, Kina, Indija, Brazil, Alžir i Iran kategorično su odbile takav čin i najavile da neće priznati Kosovo.
Među zemljama koje su objavile da neće priznati Kosovo bila je i Venezuela. Predsjednik Hugo Chavez kritizirao je neovisnost Kosova zato što je "ostvarena pritiskom SAD-a".

## Reakcija Srbije
Predsjednik Srbije, Boris Tadić, na izvanrednoj sjednici UN-a održanoj 18. veljače 2008. rekao je da je Deklaracija o neovisnosti Kosova protuzakonit čin kosovskog parlamenta i da predstavlja otvoreno kršenje UN-ove rezolucije br. 1244 iz 1999. godine kojom se jamči suverenitet i teritorijalni integritet Republike Srbije. Tadić je podsjetio da je "nakon 1999. godine 250.000 Srba i drugih nealbanaca protjerano s Kosova, a 17. ožujka 2004. spaljeno 35 crkava i samostana, 800 kuća i još 5.000 Srba i drugih nealbanaca napustilo je svoje domove", pitajući retorički je li neovisnost nagrada Albancima za to nasilje. Na inzistiranje nekih zemalja da je za situaciju na Kosovu kriv Slobodan Milošević, Tadić je rekao da Milošević više nije nazočan u političkom životu Srbije, a da su Albanci i prije Miloševićevog dolaska na vlast tražili samostalnost.
Srbijanski ministar vanjskih poslova, Vuk Jeremić, u skladu s akcijskim planom usvojenim na sjednici Vlade Srbije, povukao je veleposlanike Srbije iz SAD, Francuske i Turske. U svim zemljama koje su priznale neovisnost Kosova, veleposlanicima je naloženo uručiti prosvjednu notu dotičnim vladama. Odlučeno je, međutim, da prekida diplomatskih odnosa neće biti. Ministar Jeremić također je pozvao Stalno vijeće OESS-a da osudi jednostranu odluku kosovskog parlamenta i da ne dozvoli priključenje Kosova ovoj organizaciji, kao ni UN-u. Tadić je na izvanrednoj sjednici UN-a pozvao glavnog tajnika UN-a dati naputak svom predstavniku na Kosovu za poništenje ove odluke kosovskog parlamenta i raspustiti Skupštinu Kosova zbog nepoštovanja Rezolucije UN-a br. 1244.

### Skup "Kosovo je Srbija"
Vlada Srbije i Savez studenata Beograda pozvali su sve građane Srbije na miting protiv jednostranog proglašenja neovisnosti koji je održan 21. veljače u 17 sati u Beogradu. Prethodnog dana već su bili održani prosvjedi u drugim gradovima širom Srbije (Niš, Kragujevac, Bor). Tijekom poslijepodneva u središtu Beograda okupili su se građani iz cijele Srbije. Skup je počeo u 17 sati na trgu kod Doma Narodne Skupštine, a završio molitvom za Kosovo u beogradskom hramu sv. Save na Vračaru. Gotovo sve institucije, banke i brojne trgovine u užoj jezgri grada zatvorene su od 14 sati, a odlukom Ministarstva prosvjete četvrtak je neradni dan za sve osnovne i srednje škole u Srbiji. 
Tijekom prijepodneva iz brojnih gradova krenuli su autobusi koje su za prijevoz građana organizirali lokalni odbori političkih stranaka, a Željeznice Srbije također su već ranije najavile besplatan prijevoz za one koji iz pravca Niša i Novog Sada žele doći u Beograd te su organizirani i izvanredni vlakovi. Prema podatcima koje je objavila Televizija B92, iz unutrašnjosti Srbije prema Beogradu krenulo je petstotinjak autobusa s oko 23 tisuće ljudi. Prosvjednicima su se obratili i premijer Republike Srpske Milorad Dodik, rektori prištinskog i beogradskog Sveučilišta Zdravko Pitošević i Branko Kovačević, predstavnici srpskih stranaka u Crnoj Gori Andrija Mandić i Predrag Popović, ali i športaši, tenisač Novak Đoković i košarkaš Dejan Bodiroga, kao i redatelj Emir Kusturica.
Paralelno s mitingom pod imenom „Kosovo je Srbija“, dogodili su se i neredi čiji je rezultat jedan mrtav, 200 ozlijeđenih (od kojih 35 policajaca), 192 uhićenih, spaljene i demolirana veleposlanstva država koje su priznale Kosovo, ali i veleposlanstvo Republike Hrvatske koja tada još nije bila priznala neovisnost Kosova, a opljačkan je i demoliran veliki broj trgovina, banaka, objekata McDonaldsa, razbijeni su izlozi i semafori. Ukupna šteta na imovini grada Beograda procjenjuje se na osam milijuna dinara.

### Reakcija vlade i medija
Nakon što su Sjedinjene Države u ponedjeljak priznale nezavisnost Kosova, s programa Radio televizije Srbije nestale su američke serije i filmovi koje su zamijenile ruske i srbijanske serije izvučene iz naftalina, piše Blic. Međutim, Aleksandar Tijanić, direktor RTS-a, tvrdi da na nacionalnoj televiziji nema cenzure, kao i da su s programa, zbog velikog broja izvanrednih emisija posvećenih Kosovu, skinute sve serije i filmovi, ne samo američke proizvodnje. Prema njegovim riječima, u narednih nekoliko dana RTS će se vjerojatno vratiti na redovnom programu.
Dana 29. veljače 2008., Unatoč brojnim nemirima i incidentima na granici, srpski državni vrh dokazao je kako misli ozbiljno i najavio tužbu protiv SAD-a i svih država koje su priznale 'lažnu državu Kosovo'. Savjetnik premijera Koštunice je najavljujući tužbu zatražio od SAD-a poništenje svoje 'protupravne odluke': "Ako SAD ponište svoju protupravnu odluku, Srbija će onda povući tužbu koja će biti podnesena protiv Amerike. Ako SAD ne ponište svoju protupravnu odluku, onda ćemo se suditi pred svim mogućim međunarodnim sudovima" - zaključio je Branislav Ristivojević.
Istodobno, vlada Srbije podnijela je 18. veljače 2008. kaznene prijave protiv Hashima Thaçija, Fatmira Sejdiua i Jakupa Krasniqia pod optužbom za veleizdaju zbog osnivanja lažne države na srbijanskomu državnom prostoru.
Dana 8. ožujka 2008. Vojislav Koštunica podnio je ostavku vladi i raspisao izbore u Srbiji zbog podijeljenosti koalicije oko Kosova.

## Posljedice
Mađarska koalicija u Vojvodini 28. ožujka 2008. je predstavila svoju koncepciju autonomije u kojoj se zauzima za personalnu i teritorijalnu autonomiju po etničkom načelu, te političku autonomiju - koja predviđa razmjernu zastupljenost Mađara u svim parlamentima, punu autonomiju Vojvodine, reorganizaciju lokalne samouprave i novu organizaciju državne uprave i pravosuđa. Dokument predviđa uspostavu etničke autonomije zasnovane na teritorijalnom načelu u općinama u kojima većinu predstavljaju Mađari, ali i naseljima u kojima su pogrešno povučene granice ili je u njima kolonizacijom namjerno promijenjen etnički sastav stanovništva, priopćili su čelnici Mađarske koalicije. Žigmanov ističe da je isticanje takvoga programa mađarskih stranaka u izborno vrijeme razumljivo i opravdano, to prije što manjinsko pitanje u Srbiji nije sukladno riješeno.
U Republici Srpskoj premijer Milorad Dodik je zaprijetio otcjepljenjem od Bosne i Hercegovine ako Kosovo postane neovisno. Predsjednik nevladine organizacije Srpski narodni pokret (SNP) "Izbor je naš" Dane Čamković 20. veljače 2008. je otvorenim pismom pozvao premijera Dodika da organizira donošenje deklaracije o proglašenju neovisnosti Republike Srpske.
Poslije proglašenja nezavisnosti Kosova, pobunjene pokrajine Abhazija i Južna Osetija, s većinskim ruskim stanovništvom, opetovale su svoje zahtjeve za međunarodno priznanje nezavisnosti, no to se još nije dogodilo.

## Pravni okviri
Dana 8. listopada 2008. na Općoj skupštini UN-a je prihvaćena rezolucija o potrebi konzultiranja Međunarodnoga suda o neovisnosti Kosova. Opća skupština UN-a u srijedu je, na prijedlog Srbije, prihvatila rezoluciju kojom se od Međunarodnoga suda (ICJ) u Haagu traži savjetodavno mišljenje o tomu je li jednostrano proglašenje neovisnosti Kosova u skladu s međunarodnim pravom. Za prijedlog rezolucije je glasovalo 77 zemalja, 6 je bilo protiv, a 74 su bile suzdržane.
Srbijanski ministar vanjskih poslova Vuk Jeremić rekao je skupštini 192 članice UN-a kako će slanje zahtjeva za mišljenjem ICJ-a spriječiti da kosovska kriza posluži kao duboko problematičan presedan u bilo kojem dijelu svijeta gdje postoje secesionističke ambicije. Veleposlanici SAD, Velike Britanije i Francuske pri UN-u izrazili su protivljenje srbijanskoj rezoluciji, ističući kako ona ne pridonosi stabiliziranju regije, te najavili da će u glasovanju biti suzdržani.
Kosovski dnevnici na albanskome 9. kolovoza veliku pozornost posvetili su sjednici Opće Skupštine UN-a od srijede, na kojoj je prihvaćena srbijanska inicijativa kojom se od Međunarodnog suda pravde (ICJ) u Haagu traži savjetodavno mišljenje o tome je li jednostrano proglašenje neovisnosti Kosova sukladno međunarodnom pravu. Predsjednik Kosova Fatmir Sejdiu izjavio je, u prvim reakcijama na prihvaćanje srbijanske rezolucije, kako kosovske institucije i svi oni koji ih stalno podupiru smatraju pitanje neovisnosti Kosova riješenim i nepovratnim.
Dana 22. srpnja 2010. Međunarodni sud u Haagu je donio savjetodavno mišljenje prema kojemu jednostrano proglašenje neovisnosti Kosova ne krši međunarodno pravo. Od 14 sudaca 10 je glasovalo za odluku kojom se potvrđuje sukladnost odluke s općim međunarodnim pravom, Rezolucijom 1244 i privremenim Ustavnim okvirom za Kosovo, odnosno postojećim pravnim sustavom koji je na Kosovu uspostavljen 1999. Srbijanski ministar vanjskih poslova Vuk Jeremić, koji je bio u Haagu na sjednici suda, izjavio je kako će odluka ICJ-a izazvati nestabilnost u brojnim područjima svijeta gdje postoje teritoriji koji žele proglasiti neovisnost te da „Srbija nikada neće priznati Kosovo“. S druge strane, vijest je na Kosovu dočekana s oduševljenjem. Kosovski ministar vanjskih poslova Skender Hyseni je rekao kako Priština sada od Srbije očekuje da se prema Kosovu odnosi kao prema suverenoj državi. "Očekujem od Srbije da nam se približi, da s nama razgovara o pitanjima od zajedničkog interesa, od zajedničke važnosti, ali takvi razgovori mogu biti vođeni samo kao razgovori između suverenih država", izjavio je.

## Srbijanski koraci k priznanju
Dana 17. rujna 2009. je Vojislav Koštunica skrenuo pozornost na dokument kojeg je potpisalo srbijansko državno tijelo. Radi se o Protokolu o suradnji između Ministarstva unutarnjih poslova i EULEX-a, policijsko-pravosudnog tijela EU na Kosovu. Prema Koštunici su srbijanske vlasti time priznale Kosovo, jer su priznale da postoji granica između Srbije i Kosova, a "granica je ključni atribut državnosti". Sporazum utvrđuje prekograničnu suradnju Srbije i Kosova, a Koštunica je naglasio da svaka država koja potpiše takvu vrstu sporazuma formalno priznaje da se njezin državno ozemlje proteže do granične crte odnosno da se preko te crte počinje protezati ozemlje neke druge države.
Godine 2011. Srbija je priznala osobne iskaznice i registarske pločice vozila koje izdaju vlasti Republike Kosovo.
U rujnu 2011. Srbija je priznala carinske dokumente s pečatom kosovske carine.
U prosincu 2012. Srbija i Kosovo su uveli "časnike za vezu" s funkcijom ambasadora.
U prosincu 2012. započela je provedba zajedničkog upravljanja državnom granicom između Kosova i Srbije.
U travnju 2013. Srbija je priznala vlastima Republike Kosovo legitimnu administrativnu vlast na kosovskom području, te je prihvatila obvezu da neće ometati Kosovo na putu europskih integracija i da neće poticati druge da to čine.
U srpnju 2013. Srbija je prihvatila sporazum prema kojem je Kosovo dobilo poseban međunarodni pozivni telefonski broj od 1. siječnja 2015.
U kolovozu 2013. Srbija je prihvatila sporazum o uspostavi trajnih graničnih prijelaza između Srbije i Kosova tijekom 2014.

## Države koje su priznale neovisnost Kosova
Do 2022. godine neovisnost Kosova priznalo je 114 od 193 država svijeta (uključujući Republiku Kinu / Tajvan), od toga četiri republike bivše Jugoslavije: Slovenija, Hrvatska, Crna Gora i Makedonija.
|     | Država                     | Datum priznanja     | Status uzajamnih diplomatskih misija                                                                               | Bilješke                                                                         |  |
| --- | -------------------------- | ------------------- | --- | -------------------------------------------------------------------------------- |  |
| 1.  | Afganistan                 | 18. veljače 2008.   | | Organizacija islamske konferencije (OIC)                                         |  |
| 2.  | Kostarika                  | 18. veljače 2008.   | | nestalna članica Vijeća sigurnosti pri UN-u                                      |  |
| 3.  | Albanija                   | 18. veljače 2008.   | Albansko veleposlanstvo u Prištini Kosovsko veleposlanstvo u Tirani                                                | Organizacija islamske konferencije (OIC)                                         |  |
| 4.  | Francuska                  | 18. veljače 2008.   | Francusko veleposlanstvo u Prištini Kosovsko veleposlanstvo u Parizu                                               | stalna članica Vijeća sigurnosti UN-a Članica EU.                                |  |
| 5.  | Turska                     | 18. veljače 2008.   | Tursko veleposlanstvo u Prištini                                                                                   | Organizacija islamske konferencije (OIC) Službeni kandidat za EU                 |  |
| 6.  | SAD                        | 18. veljače 2008.   | Američko veleposlanstvo u Prištini                                                                                 | stalna članica Vijeća sigurnosti UN-a                                            |  |
| 7.  | Velika Britanija           | 18. veljače 2008.   | Britansko veleposlanstvo u Prištini Kosovsko veleposlanstvo u Londonu                                              | stalna članica Vijeća sigurnosti UN-a Članica EU.                                |  |
| 8.  | Australija                 | 19. veljače 2008.   | Kosovsko veleposlanstvo u Canberri                                                                                 |                                                                                  |  |
| 9.  | Senegal                    | 19. veljače 2008.   | | Organizacija islamske konferencije (OIC)                                         |  |
| 10. | Latvija                    | 20. veljače 2008.   | | Članica EU.                                                                      |  |
| 11. | Njemačka                   | 20. veljače 2008.   | Njemačko veleposlanstvo u Prištini Kosovsko veleposlanstvo u Berlinu, konzulati u Frankfurtu na Majni i Stuttgartu | Članica EU.                                                                      |  |
| 12. | Estonija                   | 21. veljače 2008.   | | Članica EU.                                                                      |  |
| 13. | Italija                    | 21. veljače 2008.   | Talijansko veleposlanstvo u Prištini                                                                               | nestalna članica Vijeća sigurnosti UN-a Članica EU.                              |  |
| 14. | Danska                     | 21. veljače 2008.   | | Članica EU.                                                                      |  |
| 15. | Luksemburg                 | 21. veljače 2008.   | | Članica EU.                                                                      |  |
| 16. | Peru                       | 22. veljače 2008.   | |                                                                                  |  |
| 17. | Belgija                    | 24. veljače 2008.   | Belgijski ured za odnose u Prištini                                                                                | nestalna članica Vijeća sigurnosti UN-a Članica EU.                              |  |
| 18. | Poljska                    | 26. veljače 2008.   | | Članica EU.                                                                      |  |
| 19. | Švicarska                  | 27. veljače 2008.   | Švicarsko veleposlanstvo u Prištini Kosovsko veleposlanstvo u Bernu                                                |                                                                                  |  |
| 20. | Austrija                   | 28. veljače 2008.   | Austrijsko veleposlanstvo u Prištini Kosovsko veleposlanstvo u Beču                                                | Članica EU.                                                                      |  |
| 21. | Irska                      | 29. veljače 2008.   | | Članica EU.                                                                      |  |
| 22. | Švedska                    | 4. ožujka 2008.     | Švedski ured za odnose u Prištini, podređen veleposlanstvu u Skoplju Kosovsko veleposlanstvo u Stockholmu          | Članica EU.                                                                      |  |
| 23. | Nizozemska                 | 4. ožujka 2008.     | Nizozemsko veleposlanstvo u Prištini Kosovsko veleposlanstvo u Haagu                                               | Članica EU.                                                                      |  |
| 24. | Island                     | 5. ožujka 2008.     | |                                                                                  |  |
| 25. | Slovenija                  | 5. ožujka 2008.     | Slovensko veleposlanstvo u Prištini                                                                                | Članica EU. (predsjedala Unijom tijekom proglašenja neovisnosti Kosova)          |  |
| 26. | Finska                     | 7. ožujka 2008.     | Finsko veleposlanstvo u Prištini                                                                                   | Članica EU.                                                                      |  |
| 27. | Japan                      | 18. ožujka 2008.    | Japansko veleposlanstvo u Prištini                                                                                 |                                                                                  |  |
| 28. | Kanada                     | 18. ožujka 2008.    | |                                                                                  |  |
| 29. | Monako                     | 19. ožujka 2008.    | Interese Monaka zastupa francusko veleposlanstvo                                                                   |                                                                                  |  |
| 30. | Mađarska                   | 19. ožujka 2008.    | Mađarsko veleposlanstvo u Prištini                                                                                 | Članica EU.                                                                      |  |
| 31. | Hrvatska                   | 19. ožujka 2008.    | Hrvatsko veleposlanstvo u Prištini Kosovsko veleposlanstvo u Zagrebu                                               | U vrijeme priznavanja bila je kandidat za EU. Danas je članica EU.               |  |
| 32. | Bugarska                   | 20. ožujka 2008.    | Bugarsko veleposlanstvo u Prištini Kosovsko veleposlanstvo u Sofiji                                                | Članica EU.                                                                      |  |
| 33. | Lihtenštajn                | 25. ožujka 2008.    | Interese Lihtenštajna zastupa švicarsko veleposlanstvo                                                             |                                                                                  |  |
| 34. | Južna Koreja               | 28. ožujka 2008.    | |                                                                                  |  |
| 35. | Norveška                   | 28. ožujka 2008.    | Norveško veleposlanstvo u Prištini                                                                                 |                                                                                  |  |
| 36. | Maršalovi otoci            | 17. travnja 2008.   | |                                                                                  |  |
| 37. | Burkina Faso               | 24. travnja 2008.   | | nestalna članica Vijeća sigurnosti UN-a Organizacija islamske konferencije (OIC) |  |
| 38. | Litva                      | 6. svibnja 2008.    | | Članica EU.                                                                      |  |
| 39. | San Marino                 | 11. svibnja 2008.   | |                                                                                  |  |
| 40. | Češka                      | 21. svibnja 2008    | Češko veleposlanstvo u Prištini                                                                                    | Članica EU.                                                                      |  |
| 41. | Liberija                   | 30. svibnja 2008.   | |                                                                                  |  |
| 42. | Kolumbija                  | 8. srpnja 2008      | |                                                                                  |  |
| 43. | Belize                     | 7. srpnja 2008.     | |                                                                                  |  |
| 44. | Malta                      | 21. srpnja 2008.    | | Članica EU.                                                                      |  |
| 45. | Samoa                      | 15. rujna 2008.     | |                                                                                  |  |
| 46. | Portugal                   | 7. listopada 2008.  | | Članica EU.                                                                      |  |
| 47. | Crna Gora                  | 10. listopada 2008. | |                                                                                  |  |
| 48. | Makedonija                 | 10. listopada 2008. | Makedonsko veleposlanstvo u Prištini                                                                               | Službeni kandidat za EU                                                          |  |
| 49. | Ujedinjeni Arapski Emirati | 14. listopada 2008. | | Organizacija islamske konferencije (OIC)                                         |  |
| 50. | Malezija                   | 30. listopada 2008. | Malezijski ured za vezu u Prištini                                                                                 | Organizacija islamske konferencije (OIC)                                         |  |
| 51. | Mikronezija                | 5. prosinca 2008.   | |                                                                                  |  |
| 52. | Panama                     | 16. siječnja 2009.  | |                                                                                  |  |
| 53. | Maldivi                    | 19. veljače 2009.   | | Organizacija islamske konferencije (OIC)                                         |  |
| 54. | Gambija                    | 7. travnja 2009.    | | Organizacija islamske konferencije (OIC)                                         |  |
| 55. | Saudijska Arabija          | 20. travnja 2009    | Saudijski ured za odnose u Prištini Kosovsko veleposlanstvo u Rijadu                                               | Organizacija islamske konferencije (OIC)                                         |  |
| 56. | Bahrein                    | 19. svibnja 2009.   | | Organizacija islamske konferencije (OIC)                                         |  |
| 57. | Jordan                     | 7. srpnja 2009.     | | Organizacija islamske konferencije (OIC)                                         |  |
| 58. | Dominikanska republika     | 10. srpnja 2009.    | |                                                                                  |  |
| 59. | Novi Zeland                | 9. studenoga 2009.  | |                                                                                  |  |
| 60. | Malavi                     | 14. prosinca 2009.  | |                                                                                  |  |
| 61. | Mauritanija                | 12. siječnja 2010.  | | Organizacija islamske konferencije (OIC)                                         |  |
| 62. | Svazi                      | 12. travnja 2010.   | |                                                                                  |  |
| 63. | Vanuatu                    | 28. travnja 2010.   | |                                                                                  |  |
| 64. | Džibuti                    | 8. svibnja 2010.    | | Organizacija islamske konferencije (OIC)                                         |  |
| 65. | Somalija                   | 19. svibnja 2010.   | | Organizacija islamske konferencije (OIC)                                         |  |
| 66. | Honduras                   | 3. rujna 2010.      | |                                                                                  |  |
| 67. | Kiribati                   | 21. listopada 2010. | |                                                                                  |  |
| 68. | Tuvalu                     | 18. studenoga 2010. | |                                                                                  |  |
| 69. | Katar                      | 4. siječnja 2011.   | | Organizacija islamske konferencije (OIC)                                         |  |
| 70. | Gvineja Bisau              | 10. siječnja 2011.  | | Organizacija islamske konferencije (OIC)                                         |  |
| 71. | Andora                     | 8. lipnja 2011.     | |                                                                                  |  |
| 72. | Gvineja                    | 12. kolovoza 2011.  | |                                                                                  |  |
| 73. | Niger                      | 16. kolovoza 2011.  | | Organizacija islamske konferencije (OIC)                                         |  |
| 74. | Benin                      | 18. kolovoza 2011.  | |                                                                                  |  |
| 75. | Sveta Lucija               | 19. kolovoza 2011.  | |                                                                                  |  |
| 76. | Gabon                      | 13. rujna 2011.     | |                                                                                  |  |
| 77. | Obala Bjelokosti           | 20. rujna 2011.     | | Organizacija islamske konferencije (OIC)                                         |  |
| 78. | Kuvajt                     | 11. listopada 2011. | | Organizacija islamske konferencije (OIC)                                         |  |
| 78. | Haiti                      | 11. veljače 2012.   | |                                                                                  |  |
| 80. | Brunej                     |                     | | Organizacija islamske konferencije (OIC)                                         |  |
| 81. | Čad                        | 11. veljače 2012.   | | Organizacija islamske konferencije (OIC)                                         |  |
| 82. | Istočni Timor              | 20. rujna 2012.     | |                                                                                  |  |
| 83. | Sveti Kristofor i Nevis    | 14. studenoga 2012. | |                                                                                  |  |
| 84. | Fidži                      | 19. studenoga 2012. | |                                                                                  |  |
| 85. | Pakistan                   | 24. prosinca 2012.  | | Organizacija islamske konferencije (OIC)                                         |  |
| 86. | Gvajana                    | 16. ožujka 2013.    | |                                                                                  |  |
| 87. | Tanzanija                  | 29. svibnja 2013.   | |                                                                                  |  |
| 88. | Jemen                      | 11. lipnja 2013.    | | Organizacija islamske konferencije (OIC)                                         |  |
| 89. | Egipat                     | 26. lipnja 2013.    | | Organizacija islamske konferencije (OIC)                                         |  |
| 90. | Tajland                    | 24. rujna 2013.     | |                                                                                  |  |
| 91. | Libija                     | 25. rujna 2013.     | | Organizacija islamske konferencije (OIC)                                         |  |
| 92. | Salvador                   | 4. listopada 2013.  | |                                                                                  |  |
| 93. | Tonga                      | 17. siječnja 2014.  | |                                                                                  |  |
| 94. | Antigva i Barbuda          | 20. svibnja 2015.   | |                                                                                  |  |
| 95. | Singapur                   | 1. prosinca 2016.   | |                                                                                  |  |
| 96. | Bangladeš                  | 27. veljače 2017.   | |                                                                                  |  |
| 97. | Barbados                   | 15. veljače 2018.   | |                                                                                  |  |
| 98. | Izrael                     | 2. veljače 2021.    | |                                                                                  |  |

### Sporna i povučena priznanja
Predsjednik međunarodno nepriznate države Turska Republika Sjeverni Cipar je 18. veljače 2008. podržao neovisnost Kosova, ali Sjeverni Cipar nije dao službeno priznanje neovisnosti Kosova kako se ponekad navodi.
Prema nekim novinskim člancima, Mali je navodno bio 92. država koja je priznala neovisnost Kosova 9. kolovoza 2012. Zamjenik kosovskog premijera g. Behgjet Pacolli izjavio je da Mali nije priznao Kosovo i objasnio da je situacija proizašla iz unutarnjih problema u Maliju.
U ožujku 2012. predsjednik vlade Sao Tome i Principe je donio rezoluciju o priznanju Kosova, no u siječnju 2013. predsjednik države je odluku poništio.
Surinam je priznao Kosovo 22. srpnja 2016., no 27. listopada 2017. priznanje je povučeno.
Gvineja Bisau je priznala Kosovo 10. siječnja 2011. Kasnije, 21. studenog 2017. priznanje je povučeno, da bi 30. siječnja 2018. priznanje bilo ponovo potvrđeno.
Prema navodima srbijanskih medija, Oman je povukao svoje priznanje, međutim, ministar vanjskih poslova Sultanata Oman je potvrdio priznavanje Kosova od strane ove države.
Burundi je priznao Kosovo 16. listopada 2012., no 15. veljače 2018. priznanje je povučeno.
Krajem 2018. priznanja su povukli Lesoto, Komori, Dominika, Grenada, Salomonski Otoci i Madagaskar, a u 2019. još 5 zemalja i u 2020. još jedna.
Povučena priznanja
|     | Država                   | Datum priznavanja   | Datum povlačenja    |
| --- | ------------------------ | ------------------- | ------------------- |
| 1.  | Surinam                  | 22. srpnja 2016.    | 27. listopada 2017. |
| 2.  | Burundi                  | 16. listopada 2012. | 15. veljače 2018.   |
| 3.  | Papua Nova Gvineja       | 3. listopada 2012.  | 5. srpnja 2018.     |
| 4.  | Lesoto                   | 11. veljače 2014.   | 16. listopada 2018. |
| 5.  | Komori                   | 14. svibnja 2009.   | 1. studenog 2018.   |
| 6.  | Dominika                 | 11. prosinca 2012.  | 2. studenog 2018.   |
| 7.  | Grenada                  | 25. rujna 2013.     | 4. studenog 2018.   |
| 8.  | Solomonski Otoci         | 13. kolovoza 2014.  | 28. studenog 2018.  |
| 9.  | Madagaskar               | 24. studenoga 2017. | 7. prosinca 2018.   |
| 10. | Palau                    | 6. ožujka 2009.     | 17. siječnja 2019.  |
| 11. | Togo                     | 2. srpnja 2014.     | 28. lipnja 2019.    |
| 12. | Srednjoafrička Republika | 22. srpnja 2011.    | 24. srpnja 2019.    |
| 13. | Gana                     | 23. siječnja 2012.  | 11. studenog 2019.  |
| 14. | Nauru                    | 22. travnja 2008.   | 13. studenog 2019.  |
| 15. | Sijera Leone             | 11. lipnja 2008.    | 2. ožujka 2020.     |

Srbijanska vlada tvrdi da je 17 država povuklo priznanje, ali tri povlačenja su sumnjiva: Sao Tome i Principe nikad i nije priznao Kosovo, dok su Gvineja Bisau i Liberija zaista povukle priznanje, da bi ga kasnije ponovo potvrdile.

## Neizravna priznanja

### Države koje su priznale kosovske putovnice
Države koje su službeno priznale putovnicu Republike Kosovo kao važeći putni dokument za ulaz u zemlju, iako nisu priznale Kosovo kao neovisnu državu:
|    | Država              | Datum          |
| -- | ------------------- | -------------- |
| 1. | Grčka               | rujan 2008.    |
| 2. | Rumunjska           | listopad 2008. |
| 3. | Slovačka            | listopad 2008. |
| 4. | Bosna i Hercegovina | ožujak 2012.   |
| 5. | NR Kina             | 2012.          |
| 6. | Brazil              | kolovoz 2015.  |
| 7. | Rusija              | kolovoz 2015.  |

## Ostali entiteti
Ostali međunarodni entiteti koji su priznali neovisnost Kosova:
|    | Entitet                     | Bilješke |
| -- | --------------------------- | --- |
| 1. | Republika Kina              | Republika Kina (Tajvan), koja ima diplomatske odnose s 23 države, priznala je Kosovo 18. veljače 2008., no Kosovo ne priznaje njezinu neovisnost kako bi imalo dobre odnose s Narodnom Republikom Kinom |
| 2. | Suvereni malteški vojni red | Suvereni malteški vojni red, kojem je priznat međunarodnopravni subjektivitet, te održava diplomatske odnose s preko stotinu država, priznao je Kosovo 26. listopada 2011.                              |
| 3. | Cookovo Otočje              | Cookovo Otočje, samoupravna parlamentarna demokracija u južnom Tihom oceanu, uspostavilo je službene diplomatske odnose s Republikom Kosovo 18. svibnja 2015.                                           |
| 4. | Niue                        | Niue, otočna država u južnom Pacifiku, samostalni teritorij ugovorom povezan s Novim Zelandom uspostavila je pune diplomatske odnose s Republikom Kosovo 23. lipnja 2015.                               |

### Međunarodne organizacije
- MMF i Svjetska banka, Kosovo u članstvu od 8. svibnja 2009.[209]
- FIFA je priznala Kosovo 22. svibnja 2012.,[210] ali je na pritisak iz UEFA suspendirala odluku samo tri dana kasnije, 25. svibnja 2012.[211] Dana 14. prosinca 2012. FIFA je odobrila nogometašima s Kosova da mogu igrati prijateljske utakmice. To se nije odnosilo na seniorsku reprezentaciju, nego samo u konkurenciji mladih selekcija, klubova te amaterskih momčadi i djevojčadi. U provizorno članstvo FIFA-e, Kosovo je primljeno 13. siječnja 2014., a u punopravno članstvo 13. svibnja 2016.[4]
- EBOR, Kosovo u članstvu od 16. studenoga 2012.[212]
- EHF je 20. rujna 2014. priznao Kosovo kao punopravnog člana Europske rukometne federacije[213]
- MOO je 22. listopada 2014. primio Kosovski olimpijski odbor u privremeno članstvo da bi kosovski sportaši mogli sudjelovati na sljedećim Olimpijskim igrama.[214][215] U punopravno članstvo MOO-a, Kosovo je jednoglasno primljeno 9. prosinca 2014.
- FIBA je 13. ožujka 2015. primila Kosovo kao punopravnog člana Međunarodne košarkaške federacije[216]
- UEFA je 3. svibnja 2016. primila Kosovo u punopravno članstvo[217]

Vidi članak članstvo Kosova u međunarodnim športskim organizacijama.

## Vanjske poveznice
- Kosovo proglasilo neovisnost  Arhivirana inačica izvorne stranice od 28. ožujka 2008. (Wayback Machine)
- Kosovski Srbi zatražili prekid odnosa s Albanijom  Arhivirana inačica izvorne stranice od 27. ožujka 2008. (Wayback Machine)
- Kosovo: Rusija optužuje SAD za 'bezočnost'  Arhivirana inačica izvorne stranice od 22. travnja 2008. (Wayback Machine)
- Shtetet që e kanë njohur Republikën e Kosovës - Ministria e Punëve të Jashtme - Kosova Države koje su priznale Republiku Kosovo (albanski)
- Who Recognized Kosova The Kosovar people thank you - Who Recognized Kosovo and Who Recognizes Kosovo Tko je priznao Kosovo? Kosovari Vam zahvaljuju. (engleski)